# Acri (cognome)
Acri è un cognome di lingua italiana.

## Varianti
D'Acri.

## Origine e diffusione
Cognome tipicamente meridionale, è presente prevalentemente in Calabria e Campania.
Potrebbe derivare dal toponimo Acri.

## Persone
- Antonio Acri – politico italiano
- Francesco Acri – filosofo e storico della filosofia italiano